# Lierschinger Moorgrabenbach
Der Lierschinger Moorgrabenbach, am Oberlauf auch Lierschinger Moorgraben und über den gesamten Lauf öfters auch nur Moorgraben oder Moorgrabenbach genannt, ist ein kleiner Bachlauf im nördlichen Flachgau des Landes Salzburg nahe der Grenze zum Bezirk Braunau von Oberösterreich. Er ist ein linker Nebenbach der Oichten.

## Geographie

### Verlauf
Der Lierschinger Moorgrabenbach entspringt als Lierschinger Moorgraben zwischen Feichten (Gemeinde Berndorf bei Salzburg) und Krispelstätt (Gemeinde Berndorf bei Salzburg). Anfangs fließt der Bach in nördliche Richtung und kommt hierbei der Grenze zu Oberösterreich sehr nahe. Westlich des Weilers Baumgarten (Gemeinde Perwang am Grabensee) macht der Lierschinger Moorgraben dann einen Bogen nach Westen weg von der Landesgrenze und nähert sich durch Hangwald der Ortschaft Liersching (Gemeinde Nußdorf am Haunsberg). Ab dem Eintritt in diesen Weiler wird der Lierschinger Moorgraben als Lierschinger Moorgrabenbach bezeichnet. Nachdem er den Ort verlassen hat, tritt er in die Oichtenriede ein und fließt recht geradlinig in westliche Richtung. Wenn länger kein Regen fällt, versiegt der Bach hier auch an einigen Stellen. Gut einen halben Kilometer unterhalb von Liersching mündet der Lierschinger Moorgrabenbach dann als Moorgrabenbach von links in die Oichten.
Er ist nicht zu verwechseln mit dem Lierschinger Bach, einem kleinen Graben, der etwas oberhalb in die Oichten mündet. Dieser durchfließt ebenfalls Liersching, fällt jedoch meist trocken und führt nur nach stärkeren Regenfällen Wasser.

### Zuflüsse
Ähnlich wie der weiter im Norden in die Oichten mündende Durchhamerbach hat der Lierschinger Moorgrabenbach keine nennenswerten Zuflüsse, nur am Oberlauf münden einige kleine Gräben zu. Diese führen jedoch nur periodisch Wasser.